# Ferrodraco
Ferrodraco (il cui nome significa "drago di ferro") è un genere estinto di pterosauro pterodactyloide ornithocheiride vissuto nel Cretaceo superiore, circa 96 milioni di anni fa (Cenomaniano-Turoniano), in quella che oggi è la Formazione Winton, nel Queensland, Australia. Il genere contiene una singola specie, ossia F. lentoni, e rappresenta il fossile di pterosauro più completo ritrovato in Australia finora, essendo noto dall'esemplare olotipo AODF 876, costituito principalmente dalla parte anteriore del cranio e della mandibola, alcune vertebre cervicali e un'ala parziale. Si stima che la sua apertura alare fosse di circa 4 metri (13,1 piedi). L'animale fa parte di Ornithocheirinae, come sister taxon di Mythunga. Ferrodraco rappresenta il membro più recente di Anhangueria.

## Descrizione

### Dimensioni e tratti distintivi
Si stima che l'apertura alare di Ferrodraco fosse di circa 4 metri (13,1 piedi).
Gli autori descrittivi di Ferrodraco hanno indicato due tratti distintivi, due autapomorfie, ossia caratteristiche derivate uniche: la prima coppia di denti sia nelle premascella che nelle mandibola sono più piccoli degli altri denti anteriori. Le coppie dal quarto al settimo dente sono più piccole della terza e dell'ottava coppia.
Inoltre, è presente una combinazione unica di tratti che di per sé non sono unici. Il bordo anteriore del premascella è appiattito e triangolare. La prima coppia di denti nella premascella è orientata verticalmente. La parte anteriore delle mascelle e della mandibola non si espandono lateralmente. I denti posteriori sono verticali, e diminuiscono in dimensioni gradualmente. Gli alveoli dei denti sono gonfi rispetto alla parete esterna delle ossa della mascella. Il muso presenta una cresta premascellare, il cui bordo anteriore continua la linea della punta del muso, salendo ripidamente con un angolo di 60° e terminando con una cima arrotondata.

### Scheletro
Sebbene sia conosciuto solo per la parte anteriore, si stima che la lunghezza totale del cranio fosse di circa 60 centimetri (23,6 pollici). Il muso presentava una cresta relativamente alta, dal probabile profilo triangolare in vista laterale, nonostante il bordo posteriore non si sia conservato. La cresta è molto sottile trasversalmente, fino a 4 millimetri di spessore, mentre l'interno è cavo, le pareti lisce delle ossa sono collegate da piccoli montanti. La cresta ha una lunghezza di base di 131 millimetri e un'altezza di 128 millimetri. Sebbene non si sia conservata del tutto, è probabile che la sinfisi della mandibola, l'area in cui i rami mandibolari si fondono, si estendesse verso il basso formando una seconda cresta.
È stato stimato un totale di 12 denti nella mascella e 13 denti nella mascella inferiore per un totale di 50 in tutte le fauci. I denti hanno una forma a punta conica a sezione ovale, appiattiti trasversalmente. Gli alveoli dei denti sono gonfi dando un profilo ondulato alle fauci in vista dorsale.

## Classificazione
Lo studio che ha descritto Ferrodraco nel 2019 presentò due esatte analisi filogenetiche, per cercare di determinare la posizione di Ferrodraco nell'albero evolutivo di Pterosauria. La prima analisi collocava Ferrodraco, all'interno di Anhangueria, nella sottofamiglia Ornithocheirinae, come sister taxon di Mythunga, un altro pterosauro australiano, proveniente da strati un po' più antichi. Ciò renderebbe Ferrodraco il membro più recente conosciuto di Ornithocheiromorpha e dimostrando che Anhangueria non si estinse nel corso del Cretaceo superiore. Sempre dall'Australia, nel 2010, era stato riportato un frammento di mascella di ornithocheiride con due denti, l'esemplare WAM 68.5.11, proveniente dalla Molecap Greensand, i cui strati potrebbero essere ancora più recenti.
La seconda analisi colloca Ferrodraco all'interno degli Ornithocheirae, formando una politomia con Anhanguera, Coloborhynchus e Ornithocheirus.

## Storia della scoperta
L'esemplare fossile di Ferrodraco venne scoperto inizialmente nell'aprile del 2017, quando l'agricoltore Robert A. Elliott stava spruzzando erbicidi vicino alla stazione di Belmont, venendo dissotterrato in seguito da una squadra guidata da A. Pentland. Il fossile, soprannominato "Butch", venne ulteriormente preparato dal volontario Ali Calvey e successivamente scansionato.
Nel 2019, la specie tipo Ferrodraco lentoni è stata nominata e descritta da Adele H. Pentland, Stephen Francis Poropat, Travis R. Tischler, Trish Sloan, Robert A. Elliott, Harry A. Elliott, Judy A. Elliott e David A. Elliott. Il nome generico, Ferrodraco, deriva dal latino ferrum ossia "ferro", e draco ossia "drago", in riferimento al fatto che lo scheletro è stato trovato in pietra di ferro. Il nome specifico, lentoni, onora il defunto sindaco di Winton Shire, Graham Thomas "Butch" Lenton, per il suo lavoro per la comunità locale e il suo sostegno all'Australian Age of Dinosaurs, deceduto nel 2017.
L'olotipo, AODF 876, è stato ritrovato in uno strato della Formazione Winton risalente al Cenomaniano-Turoniano, circa 96 milioni di anni, nel Cretaceo superiore. L'olotipo è costituito da uno scheletro parziale che comprende parte del cranio e della mandibola. L'olotipo comprende la parte anteriore del muso, con la premascella, la parte anteriore della mascella e dei denti; l'osso frontale sinistro, la parte posteriore del ramo mandibolare sinistro; quaranta denti singoli; cinque vertebre cervicali; l'articolazione della spalla destra; l'ulna sinistra; il radio sinistro; le ossa del polso sinistro prossimale e distale; due quarti metacarpali; le falangi dal primo al terzo dito della mano sinistra; e la prima falange del quarto dito. L'esemplare rappresenta un animale adulto ma non ancora maturo. Lo scheletro è stato in gran parte conservato tridimensionalmente grazie alla pietra di ferro, ma alcune ossa sono state frantumate. Probabilmente l'esemplare si è fossilizzato in articolazione, ma è stato frammentato e disperso prima del recupero dall'erosione. È l'unico fossile di pterosauro conosciuto dalla Formazione Winton, e rappresenta il più completo esemplare fossile di pterosauro mai scoperto in Australia, un continente in cui tali reperti sono molto rari.